# ربنا يخلي جمعة (مسرحية)
ربنا يخلي جمعة مسرحية مصرية كوميدية من إخراج حسن عبد السلام وتأليف أحمد الإبياري.

## قصة المسرحية
تدور أحداث المسرحية حول جمعة الإنسان البسيط والفقير أيضاً الذي تهبط عليه ثروة من أحد أقربائه في الخارج من دون أن يعلم بها، وعندما يعلم بهذه الثروة المنتج التليفزيوني بالغ الثراء يحاول استمالته جمعة من خلال وسيلة رخيصة. في النهاية يتعرف جمعة على الخديعة التي كان سيقع فيها وبعد أن كان الموت ينتظره على يد ذلك الافاق ويرث ما سيؤول له من ميراث.

## بطولة
- أحمد آدم
- رانيا فريد شوقي
- هالة فاخر
- وحيد سيف
- تامر عبد المنعم
- ريكو